# Briar
Briar — одна из децентрализованных сетей с открытым исходным кодом без централизованных серверов и с минимальной зависимостью от внешней инфраструктуры.
Соединения выполняются через Bluetooth, Wi-Fi или через Интернет через Tor, и все сообщения зашифрованы оконечным шифрованием.
Соответствующий контент хранится в зашифрованном виде на устройствах участников.
Долгосрочные планы для проекта «включая блоги, картографирование кризисов и совместное редактирование документов».
Целевая аудитория Briar включает в себя «активистов, журналистов и гражданское общество». Планируется сделать систему достаточно простой и безопасной. Возможность функционирования сети при отсутствии интернет-инфраструктуры также может сделать проект ценным для реагирования на стихийные бедствия и организаций помощи. В конечном итоге разработчики стремятся создать систему, которая так же проста в использовании, как Telegram или WhatsApp и такая же безопасная, как PGP. 
Исходный код Briar опубликован под лицензией GPLv3.